# Hermann Friedrich Becker
Hermann Friedrich Becker (* 21. April 1766 in Rostock; † 5. Oktober 1852 ebenda) war ein deutscher Förster. Er zählt zu den Begründern der geregelten Forstwirtschaft.

## Leben
Hermann Friedrich Becker stammte aus der auf Hermann Becker zurückgehenden Rostocker Gelehrtenfamilie Becker. Der Sohn des Pastors und Professors Heinrich Valentin Becker (1732–1796) und dessen Frau Anna Dorothea († 1787), Tochter des Bürgermeisters Burgmann, wurde bis zum zehnten Lebensjahr von Privatlehrern unterrichtet und besuchte anschließend die Große Stadtschule Rostock. Ab 1782 studierte er an der Universität Rostock Mathematik, Physik, Architektur und Ökonomie.
1792 wurde er Forstinspektor in der Rostocker Heide mit Sitz in Rövershagen. Er führte die geregelte Forstwirtschaft ein und schuf so die Grundlage für eine nachhaltige Nutzung des Waldes. Dazu gehörte die Einteilung des Hochwaldes in Schläge und das Verbot der Waldweide. Außerdem entwickelte er einen nach ihm benannten Baumhöhenmesser, der zur Abschätzung der Nutzholzlänge im Bestand diente und lange Zeit in der Forstwirtschaft eingesetzt wurde. An der Universität Rostock hielt er Vorlesungen in Ökonomie und Kameralistik.
1846 setzte er sich in Rostock zur Ruhe. Sein Nachfolger als Forstinspektor der Rostocker Heide wurde sein Schwiegersohn Georg Garthe.
Becker zu Ehren wurde in der Rostocker Heide ein Gedenkstein gesetzt, der als „Beckerstein“ bezeichnet wird. Er gilt auch als der erste namentlich bekannte Badegast von Warnemünde, woran eine Gedenktafel im Rostocker Ortsteil erinnert.

## Schriften
- Von der Hydrostatischen Bestimmung der specifischen Schwere der Körper. Adler, Rostock 1788 (Digitalisat Uni Göttingen)
- Beschreibung der Bäume und Sträucher, welche in Mecklenburg wild wachsen, zum Gebrauch der Landleute und Förster. Koppe, Rostock 1791.

(Zweite vermehrte Auflage, Selbstverlag 1805. Digitalisat RosDok)
- Topographische Beschreibung des heiligen Dammes bey Dobberan und Rehdewisch in Mecklenburg. Wilhelm Bärensprung, Schwerin 1792.
- Erläuterung zweyer Stromcharten Mecklenburgs. Bärensprung, Schwerin 1792.

(Digitalisat, Universitätsbibliothek Rostock)
- Beiträge zu den Staatswissenschaften mit besonderer Rücksicht auf Teutsche Provinzen. Stiller; Leipzig, Rostock 1793–1795.
- Systematisches Handbuch der Forstwirthschaft zum Gebrauch für junge Forstmänner. Wittekindt, Eisenach 1796.
- Über Cultur, künstliche Bildung und Fällung des Schiffsbauholzes : Preisschrift. Leipzig 1804.
- Nachrichten von der Beckerschen Familie nebst Notizen a. d. Leben von Hermann Friedrich Becker, Forstinspektor d. Stadt Rostock zu Rövershagen. 1836–1852